# Hypnodendron arborescens
Hypnodendron arborescens là một loài Rêu trong họ Hypnodendraceae. Loài này được (Mitt.) Lindb. mô tả khoa học đầu tiên năm 1865.